# 605911 Cecily
605911 Cecily è un asteroide near-Earth. Scoperto nel 2016, presenta un'orbita caratterizzata da un semiasse maggiore pari a 1,7825700 au e da un'eccentricità di 0,2948237, inclinata di 14,49994° rispetto all'eclittica.
L'asteroide è dedicato alla statunitense Cecily Rankin, moglie dello scopritore.